# Arthur Machado
Arthur Machado (* 1. Januar 1909 in Niterói; † 28. Februar 1997 in Boa Vista) war ein brasilianischer Fußballspieler. Auf Vereinsebene hatte er in Rio de Janeiro große Erfolge mit dem Fluminense FC. Mit der Nationalmannschaft wurde er bei der Weltmeisterschaft von 1938 Dritter.

## Karriere

### Verein
Bei der Portuguesa de Desportos in São Paulo, wo er sieben Jahre spielte, verdiente sich der technisch beschlagene Verteidiger den Beinamen Pé de Ferro ("Eisenfuß"). 1935 spielte er in acht Partien für Palestra Itália, der heutigen SE Palmeiras, wo er ein Tor erzielte. Im weiteren Verlauf des Jahres wechselte er zum Fluminense FC aus Rio de Janeiro, wo er zum Kapitän aufstieg und mit dem Verein unter anderem fünf Meisterschaften von Rio de Janeiro gewann. Ihm werden bei Fluminense bis zu 188 Spiele und 6 Tore zwischen 1935 und 1942 zugeschrieben. Danach kehrte er nach São Paulo zurück, wo er beim Comercial FC in Ribeirão Preto und beim CA Juventus seine Spielerlaufbahn beendete.

### Nationalmannschaft
Seinen ersten Einsatz hatte Machado bei der Fußball-Weltmeisterschaft 1938, wo er mit Domingos da Guia vom CR Flamengo das Verteidigerpaar Brasiliens bildete. Nach seinem Debüt beim 6:5-Sieg gegen Polen, wo der Schlesier Ernst Willimowski vier Tore für Polen erzielte, wurde er im Viertelfinalspiel gegen die Tschechoslowakei kurz vor der Halbzeitpause vom ungarischen Schiedsrichter Pál von Hertzka des Feldes verwiesen, nachdem es nach dem Feldverweise des tschechoslowakischen Rechtsaussens Jan Říha zu einem Gerangel kam. Machado protestierte nachher: "Es war ja ich, der angegangen wurde. Ich habe nicht einmal provoziert". Das Spiel endete 1:1 und im Entscheidungsspiel siegte Brasilien ohne Machado mit 2:1. Nachdem die Brasilianer im Halbfinale gegen Italien mit 1:2 verloren, siegten sie im Spiel um den dritten Platz mit 4:2 gegen Schweden, wo Leônidas da Silva zwei weitere Tore erzielte, die ihn zum Torschützenkönig der Weltmeisterschaft mit insgesamt sieben Treffern machten. Es folgten noch Spiele gegen Argentinien (1:5) und Uruguay (1:1) um die Copa Roca 1939 und die Copa Rio Branco 1940.

## Erfolge
Fluminense
- Torneio Rio-São Paulo 1940
- Staatsmeisterschaft von Rio de Janeiro: 1936, 1937, 1938, 1940, 1941
- Taça da Prefeitura do Distrito Federal: 1938